# Kristoffer Møller Hansen
Kristoffer Møller Hansen (18. marts 1981 i København) er en dansk skuespiller, instruktør, teaterleder.
Kristoffer er uddannet skuespiller fra Statens Teaterskole 2002-2006. Han arbejde som freelance-skuespiller fra 2006-2011, hvor han blev ansat som leder af Holbæk Teater sammen med skuespilleren og barndomsvennen Brian Kristensen.